# 하장
하장시(베트남어: Thành phố Hà Giang / 城舖河楊)는 베트남 북동부 지방 하장성의 성도이다. 베트남 최북단의 도시로 면적은 135.33km2, 인구는 71,689명(2010년 기준)이다. 경제 활동의 대부분은 농업과 임업이 차지한다.

## 역사
19세기까지는 하강(chu Han : 河江)의 남쪽에 위치한 비쑤옌 현의 정착지가 이 지역의 주요 시장 지역이었다. 응우옌 왕조 하에서 현재의 쩐푸현인 하장 지역은 크게 성장하기 시작했다. 1842년에 이 지역은 이전의 뚜옌꽝성으로 편입되었다. 1886년 이후 중요한 프랑스군 전초기지가 되었다.
1991년 8월 12일에 하장성이 다시 설립되어 뚜옌꽝성으로부터 분리되었다. 분리되었을 때, 하장성에는 10개의 행정 단위가 있었고, 하장읍은 하장성의 지방 도시가 되었다.
2010년 9월 27일, 하장읍이 공식적으로 지방 도시로 승격되었다.
약 4년 후인 2014년 3월, 도시 개발 프로젝트 유형 II에서 아시아개발은행(ADB)의 비반환 원조 덕분에 결의안 190번을 통해 빈푹과 하장, 트어티엔후에성을 포함하기로 하고 총리의 승인을 얻었다. 하장성은 도로의 고도화, 2개의 새로운 교량 건설, 하수도 체계의 업그레이드 등이 포함되었다. 하장시의 2급 도시 개발에 대한 투자는 이 지역 개발을 위한 전제 조건인 경제와 지속 가능한 사회 개발을 촉진할 것이다.

## 행정구역
하장시는 5개의 방(坊)과 3개의 사(社)를 관할한다.

### 방
- 민카이 (Minh Khai /明開)
- 응옥하 (Ngọc Hà /玉河)
- 응우옌짜이 (Nguyễn Trãi /阮廌)
- 꽝쭝 (Quang Trung / 光中)
- 쩐푸 (Trần Phú / 陳富)

### 사
- 응옥드엉 (Ngọc Đường / 玉塘)

- 프엉도 (Phương Độ / 芳度)
- 프엉티엔 (Phương Thiện / 芳善)

## 기후
쾨펜의 기후 구분에 따르면 온대 하우 기후이다. 하노이 등 북부 저지대에 비해 겨울철 기온이 떨어지고 흐린 날이 길게 이어진다. 산악 지대에는 여름철 강수량이 매우 많고, 거의 매일 비가 내린다. 일조 시간은 연중 적고, 평균습도 80% 이하의 달이 없고, 습하다.
| 하장시의 기후                      | 하장시의 기후 | 하장시의 기후 | 하장시의 기후 | 하장시의 기후 | 하장시의 기후 | 하장시의 기후 | 하장시의 기후 | 하장시의 기후 | 하장시의 기후 | 하장시의 기후 | 하장시의 기후 | 하장시의 기후 | 하장시의 기후 |
| 월                                 | 1월           | 2월           | 3월           | 4월           | 5월           | 6월           | 7월           | 8월           | 9월           | 10월          | 11월          | 12월          | 연간          |
| ---------------------------------- | ------------- | ------------- | ------------- | ------------- | ------------- | ------------- | ------------- | ------------- | ------------- | ------------- | ------------- | ------------- | ------------- |
| 역대 최고 기온 °C (°F)             | 30.0 (86.0)   | 39.8 (103.6)  | 35.3 (95.5)   | 38.3 (100.9)  | 40.1 (104.2)  | 38.9 (102.0)  | 40.0 (104.0)  | 39.0 (102.2)  | 38.4 (101.1)  | 38.2 (100.8)  | 33.1 (91.6)   | 30.8 (87.4)   | 40.1 (104.2)  |
| 일평균 최고 기온 °C (°F)           | 19.5 (67.1)   | 20.7 (69.3)   | 24.2 (75.6)   | 28.1 (82.6)   | 31.3 (88.3)   | 32.2 (90.0)   | 32.4 (90.3)   | 32.6 (90.7)   | 31.7 (89.1)   | 28.7 (83.7)   | 25.1 (77.2)   | 21.6 (70.9)   | 27.3 (81.1)   |
| 일일 평균 기온 °C (°F)             | 15.5 (59.9)   | 16.9 (62.4)   | 20.3 (68.5)   | 24.0 (75.2)   | 26.7 (80.1)   | 27.6 (81.7)   | 27.6 (81.7)   | 27.4 (81.3)   | 26.3 (79.3)   | 23.7 (74.7)   | 20.1 (68.2)   | 16.7 (62.1)   | 22.7 (72.9)   |
| 일평균 최저 기온 °C (°F)           | 13.2 (55.8)   | 14.6 (58.3)   | 17.7 (63.9)   | 21.0 (69.8)   | 23.3 (73.9)   | 24.4 (75.9)   | 24.6 (76.3)   | 24.3 (75.7)   | 23.1 (73.6)   | 20.7 (69.3)   | 16.9 (62.4)   | 13.8 (56.8)   | 19.8 (67.6)   |
| 역대 최저 기온 °C (°F)             | 1.5 (34.7)    | 4.9 (40.8)    | 5.4 (41.7)    | 10.0 (50.0)   | 15.2 (59.4)   | 17.3 (63.1)   | 20.1 (68.2)   | 18.1 (64.6)   | 14.3 (57.7)   | 9.8 (49.6)    | 6.5 (43.7)    | 2.0 (35.6)    | 1.5 (34.7)    |
| 평균 강수량 mm (인치)              | 39 (1.5)      | 42 (1.7)      | 62 (2.4)      | 110 (4.3)     | 311 (12.2)    | 448 (17.6)    | 520 (20.5)    | 409 (16.1)    | 250 (9.8)     | 171 (6.7)     | 91 (3.6)      | 41 (1.6)      | 2,492 (98.1)  |
| 평균 강수일수                      | 12.1          | 10.6          | 12.3          | 15.4          | 18.4          | 21.0          | 24.2          | 21.7          | 15.9          | 14.1          | 10.0          | 8.4           | 184.2         |
| 평균 상대 습도 (%)                 | 84.9          | 84.2          | 82.8          | 81.8          | 80.9          | 84.4          | 86.2          | 85.8          | 84.1          | 83.7          | 83.8          | 84.3          | 83.9          |
| 평균 월간 일조시간                 | 56            | 54            | 70            | 109           | 157           | 132           | 157           | 174           | 163           | 130           | 109           | 94            | 1,406         |
| 출처: 베트남 과학 기술 양성 연구소 |               |               |               |               |               |               |               |               |               |               |               |               |               |